# Bruno I di Brunswick
Bruno I, chiamato anche Brunone, (975 circa – 1010 circa) fu conte nel Derlingau, nel Nordthüringgau, nell'Hastfalagau, nel Salzgau, nel gau di Gretinge e nel gau di Mulbeze, con Braunschweig come sua residenza.

## Biografia
Si presume che il padre di Bruno fosse il conte Liudolfo († 993). Bruno apparteneva alla dinastia dei Brunonidi.
Nel 990 Bruno era probabilmente un membro dell'esercito sassone inviato dall'imperatrice Teofano a sostenere Mieszko I, duca di Polonia, contro Boleslao II, duca di Boemia, in Slesia. Bruno partecipò alle elezioni per il re dei Romani del 1002, dopo la morte di Ottone III, come candidato ed elettore. Quando la sua candidatura fallì, sostenne Ermanno II, duca di Svevia, di cui sposò la figlia nel 1002, Gisella di Svevia, che in seguito divenne moglie dell'imperatore Corrado II. Il loro figlio maggiore era Liudolfo (circa 1003-1038). Le notizie di questa sua candidatura al trono sono riportate dalla Vita Bernwardi e Vita Meinwerci, ma ciò non risulta da nessuna altra fonte.
Egli era rivale del vescovo di Hildesheim Berenvardo: Tietmaro riferisce che una guardia del corpo di quest'ultimo, di nome Rim, fu prima sfigurato sul cuoio capelluto, poi sulla schiena e infine ucciso da un vassallo di Bruno, Altman di Braunshweig, detto il Giovane.
Probabilmente egli è da identificare con il Brunone citato da Tietmaro nel VII libro: secondo questo, Brunone venne ucciso in casa propria da un certo Milone.

## Matrimonio e figli
Nel 1002 Bruno sposò Gisella di Svevia, figlia del duca di Svevia Ermanno II. Ella in seguito si risposò con il duca di Svevia Ernesto I e con l'imperatore salico Corrado II. Essi ebbero:
- Liudolfo (circa 1003-1038)[13];
- una donna senza nome, che sposò Thiemo II, conte di Formbach (ucciso in battaglia il 28 agosto 1040)[13];
- Gisella (nata intorno al 1005), che sposò Bertoldo, conte di Sangerhausen; essi, tra gli altri, ebbero una figlia di nome Cecilia, andata in sposa al ludovingio Ludovico il Barbuto[14].